# ماتيو سانابريا
ماتيو سانابريا (بالإسبانية: Mateo Sanabria)‏ هو لاعب كرة قدم أرجنتيني في مركز الجناح في نادي العين، ولد في 31 مارس 2004.

## وصلات خارجية
- ماتيو سانابريا على موقع قاعدة بيانات كرة القدم.إي يو (الإنجليزية)
- ماتيو سانابريا على موقع Soccerway.com (الإنجليزية)